# ألفرد جيلمان سينيور
ألفرد جيلمان سينيور (بالإنجليزية: Alfred Gilman, Sr.)‏ هو عالم أدوية وصيدلي أمريكي، ولد في 5 فبراير 1908 في بريدجبورت في الولايات المتحدة، وتوفي في 13 يناير 1984 في نيو هيفن في الولايات المتحدة.